# Erik Zürcher
Erik Zürcher (Utrecht, 1928. szeptember 13. – Warmond, 2008. február 7.; kínai neve pinjin hangsúlyjelekkel: Xǔ Lǐhé; magyar népszerű: Hszü Li-ho; egyszerűsített kínai: 许理和; hagyományos kínai: 許理和) holland sinológus, a leideni egyetem professzora, a leideni Sinológiai Intézet igazgatója.

## Élete és munkássága
Erik Zürcher a kínai buddhizmus témakörében írt disszertációjával szerzett doktori fokozatot 1959-ben. 1962-ben kinevezték professzorrá. A kínai buddhizmus mellett a kereszténység kínai fogadtatásával is foglalkozott tudományos munkája során.
A Holland Király Tudományos Akadémiának, valamint a francia Académie des inscriptions et belles-lettres-nek is tagjává választották. A Holland Becsületrend tulajdonosa, valamint a Orde van de Nederlandse Leeuw lovagja. 

### Főbb művei
- (2007), Kouduo richao. Li Jiubiao's Diary of oral admonitions. A Late Ming Christian journal, translated, with introduction and notes by Erik Zürcher, Sankt Augustin (Institut Monumenta Serica Brescia), 2 volumes, ISBN 978-3-8050-0543-2 (Monumenta Serica monograph series, 56/1- 2).
- (2007), The Buddhist Conquest of China. The Spread and Adaptation of Buddhism in Early Medieval China, Leiden (Brill), ISBN 978-90-04-15604-3 (Leidensia Sinica, vol. 11).

Adapted from his thesis. Original edition 1959.
Includes bibliography of E. Zürcher.
- (2002),  Traditionele bouwkunst in Taiwan (Traditional Architecture in Taiwan), (Dutch adaptation from the Chinese), Antwerp-Apeldoorn (Garant), ISBN 90-5350-202-5
- (1996), Herrmann, Joachim and Erik Zürcher (eds.), History of Humanity. Scientific and Cultural Development, Vol. III: From the Seventh Century BC to the Seventh Century AD, London (Routledge), ISBN 0-415-09307-4 (Routledge reference). UNESCO
- (1995), Chun-Chieh Huang and Erik Zürcher (eds.), Time and Space in Chinese culture, Leiden (Brill) ISBN 90-04-10287-6, (Leidensia Sinica, vol. 33)
- (1993), Confucianism for development?, Leiden (Leiden University Rĳks). Valedictory Lecture, Leiden
- (1993) Chun-Chieh Huang and Erik Zürcher (eds.), Norms and the State in China, Leiden (Brill) ISBN 90-04-09665-5, (Leidensia Sinica, vol. 28). (Papers presented at a conference held July 8–12, 1991 at the Sinological Institute of Leiden University)
- (1991) Zürcher, Erik, Nicolas Standaert and Adrian Dudink (eds.), Bibliography of the Jesuit Mission in China (ca. 1580-ca. 1680), Leiden (Centre of Non-Western Studies), ISBN 90-73782-05-8, (CNWS publications, No. 5)
- (1990), Zürcher, E. and T. Langendorff (eds.), The Humanities in the Nineties. A View from the Netherlands, Amsterdam (Swets & Zeitlinger), ISBN 90-265-1133-7
- (1990), Bouddhisme, Christianisme et société chinoise, Paris (Julliard), ISBN 2-260-00683-3
- (1978), Het leven van de Boeddha, (The Life of the Buddha), (translated from the earliest Chinese tradition and introduced by E. Zurcher), Amsterdam (Meulenhoff), ISBN 90-290-0608-0, (The Oriental Library, 10)

Translation of Xiuxing benqi jing and Zhong benqi jing
- (1964), Vos, F. and E. Zürcher, Spel zonder snaren. Enige beschouwingen over Zen, (Play without Strings. Some Reflections on Zen), Deventer (Kluwer)
- (1962), Dialoog der misverstanden, (Dialogue of Misunderstandings), Leiden (Brill)

Address delivered in acceptance of the post of professor in the History of the Far East at the University of Leiden on March 2, 1962.
- (1959), The Buddhist Conquest of China. The Spread and Adaptation of Buddhism in Early Medieval China, Leiden (Brill), 2 volumes, vol. 1: Text, vol. 2: Notes, bibliography, indexes (Leidensia Sinica, vol. 11).Promise Leiden

- (1976), Syllabus "Boeddhisme", (Syllabus "Buddhism"), Leiden (Sinological Institute)
- (1974), Aardrĳkskundig overzicht van China, (Geographical overview of China), Leiden (Sinological Institute)
- (1971), Chronologie van de Culturele Revolutie, (Chronology of the Cultural Revolution), Leiden (Documentation for the current China, Sinological Institute)
- (1970), Inleiding traditionele Chinese staat en maatschappĳ, (Introduction Traditional Chinese State and Society), Leiden (Documentation for the current China, Sinological Institute)
- (1970), Geschiedenis van het Chinese communisme. Overzicht en chronologie, (History of Chinese Communism. Overview and chronology), Leiden (Documentation for the current China, Sinological Institute)
- (1970), Geschiedenis-overzicht van China, (History Overview of China), Leiden (Documentation for the current China, Sinological Institute)
- (1970), De Chinese Volksrepubliek (1949- ). Kort chronologisch overzicht, (The Chinese People's Republic (1949 -). Short Chronological overview), Leiden (Documentation for the current China, Sinological Institute)